# Ácido fítico
O ácido fítico (também conhecido como fitato quando em forma de sal) é uma forma utilizada pelas plantas para armazenamento de fósforo. No entanto, não é uma fonte de fósforo nem nos humanos nem nos animais não ruminantes.
O ácido fítico é um forte quelante de minerais essenciais como o cálcio, magnésio, ferro e zinco, e por conta disso pode contribuir para deficiência desses minerais em pessoas cuja dieta dependa de alimentos ricos em ácido fítico como fonte nutricional, como pessoas de países em desenvolvimento e os vegetarianos (especialmente de proteína no caso dos vegetarianos). Em decorrência disso, o ácido fítico é considerado um anti-nutriente. Para pessoas que já possuam um baixo consumo de minerais essenciais, seus efeitos podem ser indesejáveis.